# جوناثان وارد
جوناثان وارد (بالإنجليزية: Jonathan Ward)‏ هو ممثل أمريكي، ولد في 24 فبراير 1970 في الولايات المتحدة.

## وصلات خارجية
- جوناثان وارد على موقع IMDb (الإنجليزية)
- جوناثان وارد على موقع ألو سيني (الفرنسية)
- جوناثان وارد على موقع أول موفي (الإنجليزية)
- جوناثان وارد على موقع قاعدة بيانات برودواي على الإنترنت (الإنجليزية)
- جوناثان وارد على موقع قاعدة بيانات الأفلام السويدية (السويدية)
- جوناثان وارد على موقع قاعدة بيانات الفيلم (الإنجليزية)
- جوناثان وارد على موقع كينوبويسك (الروسية)